# Caribbean Public Health Agency
Het Caribbean Public Health Agency (CARPHA) is een instelling van de Caricom. De hoofdvestiging bevindt zich in Port of Spain in Trinidad en Tobago.
In mei 2010 besloot de conferentie van regeringshoofden van de Caricom de CARPHA op te richten. Formeel werd de organisatie op 2 juli 2011 opgericht en gingen de werkzaamheden op 2 januari 2013 van start.
De CARPHA is bedoeld als paraplu van de volgende regionale organisaties voor volksgezondheid:
- Caribbean Environmental Health Institute (CEHI)
- Caribbean Epidemiology Centre (CAREC)
- Caribbean Food and Nutrition Institute (CFNI)
- Caribbean Health Research Council (CHRC)
- Caribbean Regional Drug Testing Laboratory (CRDTL).

Door een centrale volksgezondheidsorganisatie in te stellen, willen de aangesloten landen bereiken dat ze problemen aan kunnen pakken die op regionaal niveau spelen, zoals noodmaatregelen bij overstromingen, aardbevingen en orkanen en toezicht, surveillance en preventie bij verwondingen, geweld en ziekten.

## Leden
De volgende (ei)landen zijn aangesloten:
- Anguilla
- Antigua and Barbuda
- Aruba
- Bahama's
- Barbados
- Belize
- Bermuda
- Bonaire
- Britse Maagdeneilanden
- Curaçao
- Dominica
- Grenada
- Guyana
- Haïti
- Jamaica
- Kaaimaneilanden
- Montserrat
- Saba
- Saint Kitts en Nevis
- Saint Lucia
- Saint Vincent en de Grenadines
- Sint Eustatius
- Sint Maarten
- Suriname
- Trinidad en Tobago
- Turks- en Caicoseilanden